# Idrissa Coulibaly
Idrissa Coulibaly (* 19. Dezember 1987 in Bamako) ist ein malischer Fußballspieler. Er spielt in der Abwehr.

## Karriere

### Verein
Idrissa Coulibaly begann seine Karriere mit zehn Jahren im Centre Salif Keita. Im Jahr 2006 bekamen einige seiner Teamkollegen die Chance in der ersten Mannschaft zu spielen, Coulibaly jedoch zunächst nicht. Daraufhin verließ er den Verein und schloss sich einem anderen lokalen Klub an. 15 Tage später kam das Centre Salif Keita wieder auf ihn zu und zog Coulibaly in deren erste Mannschaft hoch. Im Winter 2008 bekam er Angebote von größeren malischen Vereinen wie zum Beispiel vom AS Real Bamako und Djoliba AC, allerdings auch vom französischen Verein FC Nantes und vom algerischen Klub JS Kabylie.
Am 7. Januar 2008 wechselte er schließlich zu JS Kabylie, wo er einen Dreijahresvertrag unterschrieb. Schon in seiner ersten Spielzeit durfte er mit seiner Mannschaft den Gewinn der Algerian Ligue Professionnelle 1 2007/08 feiern. Am 14. Dezember 2010 wurde er zum besten Spieler der Saison gewählt. Acht Tage später wurde berichtet, dass Coulibaly einen Eineinhalbjahresvertrag beim libyschen Verein Al-Ahly Tripolis unterschrieben hatte.
Doch er dementierte dieses Gerücht, er habe lediglich einen Vorvertrag unterschrieben, war sich über seinen neuen Verein allerdings noch unentschlossen.
Am 6. August 2011 wechselte er zum tunesischen Verein Espérance Tunis. Schon am 12. November konnte er mit dem Gewinn der CAF Champions League 2011 gleich seinen ersten Titel feiern. Im September 2012 stand er kurz vor einem Wechsel zum FC Istres, jedoch kam dieser nicht zustande. Dafür wurde er für fünf Monate an Lekhwiya verliehen.
Im Juni 2013 unterschrieb er einen Zweijahresvertrag beim marokkanischen Verein Raja Casablanca. Doch nach nur einer Saison wechselte Coulibaly zum Ligakonkurrenten Hassania d’Agadir.

### Nationalmannschaft
Am 17. Juni 2007 absolvierte Coulibaly sein Länderspieldebüt beim 6:0-Sieg über Sierra Leone während der Qualifikation für die Fußball-Afrikameisterschaft 2008. Außerdem gehörte er zum 23-köpfigen Aufgebot Malis für die Fußball-Afrikameisterschaft 2012 in Äquatorialguinea und Gabun, wurde jedoch in keinem Spiel eingesetzt.
Bisher bestritt er 15 Länderspiele für Mali.

## Titel und Erfolge
JS Kabylie
- Algerian Ligue Professionnelle 1: 2007/08

Espérance Tunis
- CAF Champions League 2011